# Enzo Scorza
Enzo Scorza (Rivera, 1 de marzo de 1988) es un futbolista uruguayo. Juega de delantero y su actual equipo es el San Eugenio, de la Liga de Fútbol de la ciudad de Artigas, Uruguay.

## Trayectoria
Hizo su carrera en las menores de Danubio Fútbol Club y luego jugó en las menores de Grêmio. De ahí regreso a Danubio, donde jugó en el primer equipo desde el año 2006 a 2008. En enero de 2009 se trasladó de Danubio a Central Español, junto con su compañero Gerardo Vonder Putten.
En octubre de 2009 se trasladó a Italia para unirse a Brindisi, donde jugó hasta el final de la temporada. En julio de 2010 firmó con Seregno, de la Serie D de Italia.
Posteriormente firmó por Atlante, donde se quedó un corto tiempo para de ahí ir al Inter de Santa Maria.
El 17 de julio de 2012 firma por Cienciano, club que participa en la Primera División de Perú.

## Selección nacional
Scorza fue parte de la selección de fútbol de Uruguay sub-17, equipo que participó en el Sudamericano Sub-17 de la CONMEBOL de 2005, jugado en Venezuela, quedando segundo y clasificando a la Copa Mundial de Fútbol Sub-17 de 2005 de Perú. También formó parte de la selección sub-20 que participó en el Campeonato Sudamericano Juvenil 2007, pero no fue llamado a la Copa Mundial.

#### Participaciones en Sudamericanos
| Copa                     | Sede      | Resultado    | Partidos | Goles |
| ------------------------ | --------- | ------------ | -------- | ----- |
| Sudamericano Sub-17 2005 | Venezuela | Subcampeón   |          |       |
| Sudamericano Sub-20 2007 | Paraguay  | Tercer lugar |          |       |

#### Participaciones en Copas del Mundo
| Mundial                  | Sede | Resultado      | Partidos | Goles |
| ------------------------ | ---- | -------------- | -------- | ----- |
| Copa Mundial Sub-17 2005 | Perú | Fase de grupos | 3        | 0     |

El 24 de octubre de 2005 fue seleccionado por Jorge Fossati para jugar un partido amistoso con la selección absoluta de Uruguay contra la selección de México en Guadalajara.
Mientras entrenaba con el equipo Sub-17 de Uruguay.

## Clubes
| Club                 | País      | Año         |
| -------------------- | --------- | ----------- |
| Danubio              | Uruguay   | 2006 - 2008 |
| Central Español      | Uruguay   | 2009        |
| Brindisi             | Italia    | 2009 - 2010 |
| Seregno              | Italia    | 2010 - 2011 |
| Atlante              | México    | 2011        |
| Inter de Santa María | Brasil    | 2012        |
| Cienciano            | Perú      | 2012 - 2013 |
| Iraklis FC           | Grecia    | 2013 - 2015 |
| Peñarol              | Uruguay   | 2016        |
| Ibiza Sant Rafel F C | España    | 2017        |
| Rosario FC           | Guatemala | 2018        |
| San Eugenio          | Uruguay   | 2021 -      |

## Palmarés
| Título              | Club    | País    | Año     |
| ------------------- | ------- | ------- | ------- |
| Torneo Apertura     | Danubio | Uruguay | 2006    |
| Torneo Clausura     | Danubio | Uruguay | 2007    |
| Campeonato Uruguayo | Danubio | Uruguay | 2006-07 |